# Hétéromère
Un hétéromère ou hétéro-oligomère est une substance constituée d'un nombre quelconque de produits qui ne sont pas tous identiques.
Par exemple, une protéine tétramérique composée de quatre sous-unités qui ne sont pas toutes identiques est un hétérotétramères.

## Microbiologie
En microbiologie, un macronoyau dit hétéromère est constitué de deux parties : un orthomère et un protomère (ou paramère),.